# Rừng Tuchola

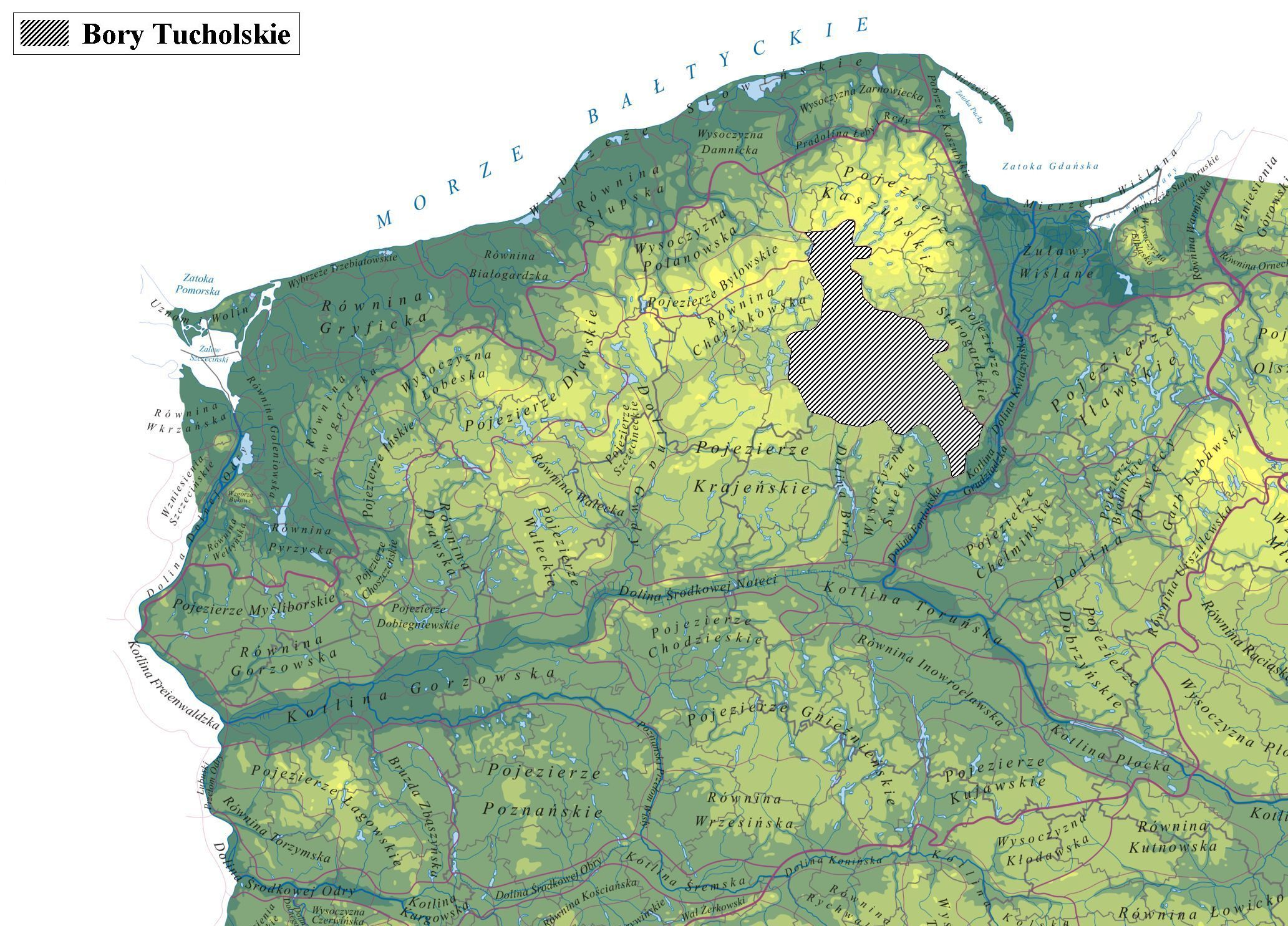
Vị trí tại miền bắc Ba Lan

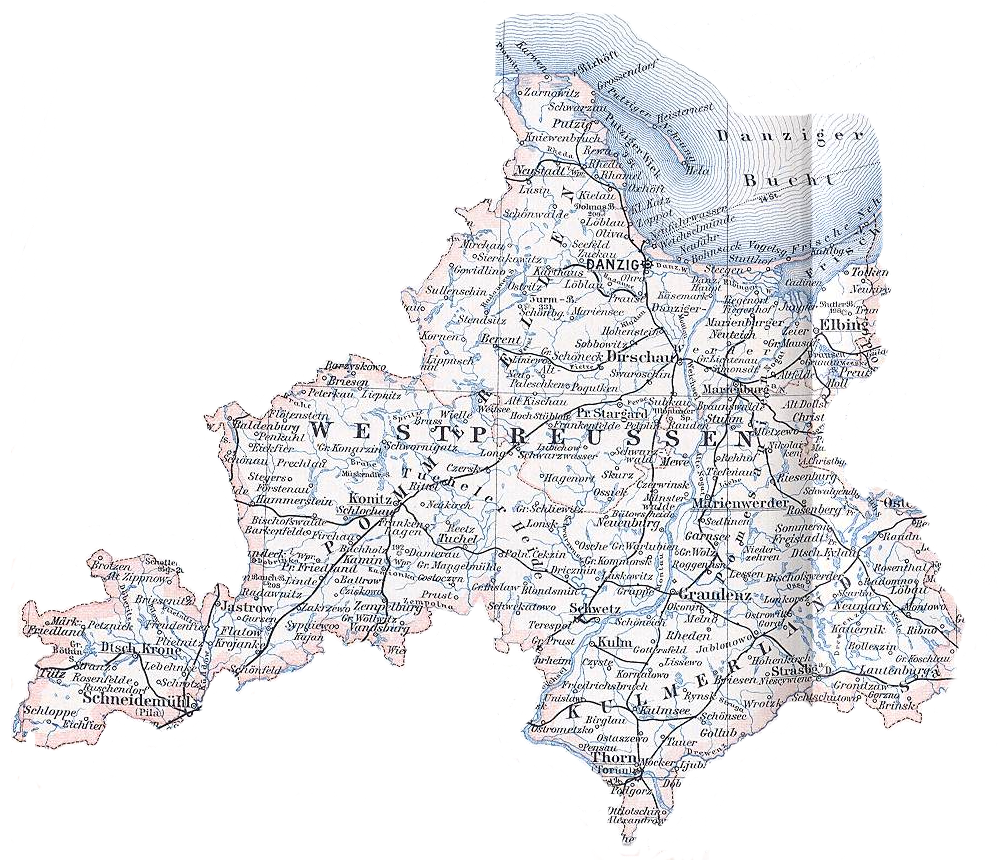
Tuecheler Heide trong bản đồ Đức của tỉnh West Prussia, 1896

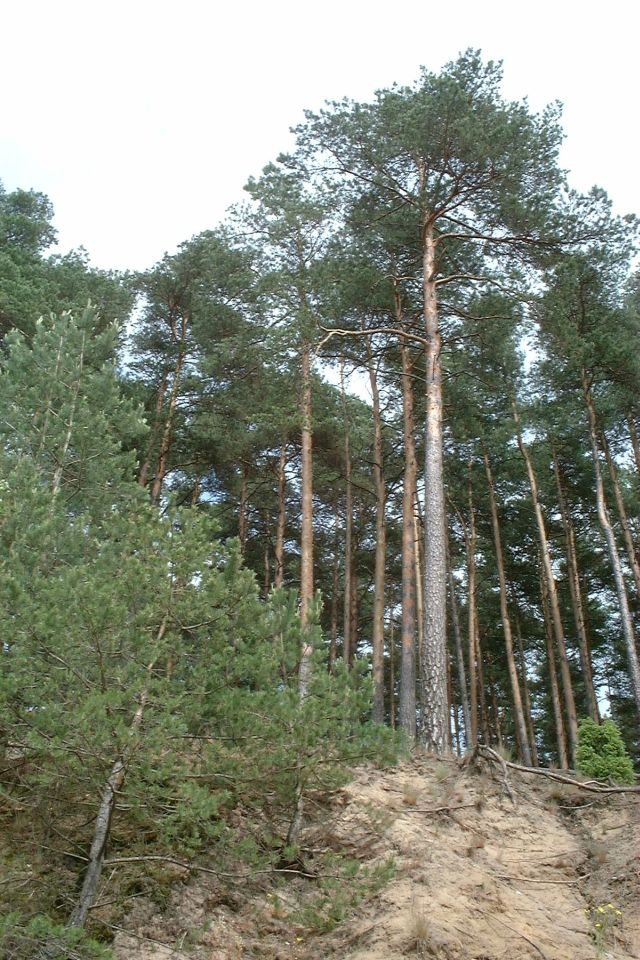
Cây trong vườn quốc gia

Rừng Tuchola, còn được gọi là Tuchola Pinewoods, (dịch theo nghĩa đen của tiếng Ba Lan: Bory Tucholskie; Kashubian; tiếng Đức: Tuchler or Tucheler Heide) là một khu rừng lớn gần thị trấn Tuchola (Tucheln) ở phía bắc Ba Lan, nằm giữa sông Brda và sông Wda. Nó thuộc Công viên quốc gia rừng Tuchola, là trung tâm của Khu dự trữ sinh quyển rừng Tuchola, được chỉ định bởi UNESCO vào năm 2010.

## Phong cảnh
Khu vực này được hình thành trong thời kỳ băng hà cuối cùng và được bao phủ bởi những ngọn đồi thấp cùng hơn 900 hồ sau kỉ băng hà. Với 3.200  km² rừng thông và rừng thông rậm rạp, khu vực này là một trong những khu rừng lớn nhất ở Ba Lan và Trung Âu. Từ năm 1996, một phần của khu vực đã được chỉ định là Vườn quốc gia rừng Tuchola, rộng 46,13 kilômét vuông (17,81 dặm vuông Anh). Khoảng 30% diện tích là nơi sinh sống của người Kociewiacy.
Các thị trấn lớn nhất trong khu vực là Czersk và Tuchola.

## Lịch sử
Trong thời kỳ Đế chế Đức, Truppenzigungsplatz Gruppe (nay là pl: Grupa) là một khu vực quân sự phục vụ nghiên cứu y học, dẫn đến việc công bố tên này trong các báo cáo khoa học đầu thế kỷ 20. Trong Thế chiến I, bác sĩ hòa bình Georg Friedrich Nicolai đã bị trục xuất từ Berlin đến vùng xa xôi nơi bị nhượng lại vào năm 1919 cho Ba Lan dựa vào kết quả của Hiệp ước Versailles (Hành lang Ba Lan).
Năm 1939, trong cuộc xâm lược Ba Lan vào đầu Thế chiến II, Trận chiến rừng Tuchola lớn đã diễn ra trong khu vực. Chẳng mấy chốc, khu vực thử nghiệm quân sự trước đây đã bị quân Đức chiếm đóng, và được gọi là Truppenzigungsplatz Westpreußen, hoặc với tên mã là "Heidekraut".
Trong khoảng thời gian từ tháng 8 năm 1944 đến tháng 1 năm 1945, quân SS dưới thời Hans Kammler và Walter Dornberger đã tiến hành các cuộc thử nghiệm rộng rãi về tên lửa A-4 (tên lửa V-2), sau khi khu vực thử nghiệm gần Blizna bị Quân đội Home phát hiện. Khoảng 107 tên lửa đã được bắn theo hướng nam để thử nghiệm và huấn luyện. Vào tháng 1 năm 1945, địa điểm này phải được sơ tán trước khi Hồng quân tấn công tràn ngập khu vực.
Sau Thế chiến II, khu rừng là nơi trú ẩn an toàn cho nhiều đảng phái chống cộng, trong đó có Zygmunt Szendzielarz.

## Dự trữ sinh quyển
Vào tháng 6 năm 2010, khu vực rừng Tuchola đã được UNESCO chỉ định là Khu dự trữ sinh quyển. Khu vực lõi của Khu dự trữ sinh quyển bao gồm Vườn quốc gia rừng Tuchola và 25 khu bảo tồn thiên nhiên nằm trong vùng đệm. Vùng đệm bao gồm Công viên Cảnh quan Tuchola, Wda, Wdzydze và Zaborski. Ngoài ra còn có một khu vực trung gian bao gồm thị trấn Tuchola và các vùng lân cận. Vùng lõi của Khu bảo tồn 78,81 kilômét vuông (30,43 dặm vuông Anh) và ba khu vực cùng nhau bao gồm 3.195 kilômét vuông (1.234 dặm vuông Anh).

## Dân số
Borowiacy (hay Borowiacy Tucholscy) là một nhóm dân tộc Ba Lan có truyền thống cư trú tại khu vực này. Họ sống bên cạnh nhóm quan trọng khác, người Kashmir.